# Streptococcus pneumoniae
El neumococo o Streptococcus pneumoniae es un microorganismo patógeno capaz de causar en humanos diversas infecciones y procesos invasivos severos. Se trata de una bacteria grampositiva de 1,2-1,8 µm de longitud, que presenta una forma oval y el extremo distal lanceolado. Es inmóvil, no forma endosporas, y es un miembro alfa-hemolítico del género Streptococcus. Generalmente, se presenta en forma de diplococo, por lo que inicialmente fue denominado Diplococcus pneumoniae, aunque existen algunos factores que pueden inducir la formación de cadenas. Neumococo es un patógeno casi exclusivamente humano causante de un gran número de infecciones (neumonía, sinusitis, peritonitis, etc.) y de procesos invasivos severos (meningitis, sepsis, etc.), particularmente en ancianos, niños y personas inmunodeprimidas. Es el principal microorganismo causante de neumonía adquirida en la comunidad (NAC).
El neumococo forma parte de la microbiota normal humana y se puede encontrar en la boca y la faringe, especialmente de niños y personas mayores de sesenta años. La transmisión se produce a través de gotas de saliva.
Metabólicamente hablando, neumococo es un microorganismo microaerófilo, catalasa-negativo, que se encuentra dentro del grupo de las bacterias ácido lácticas, ya que este compuesto es el principal producto resultante de la fermentación de glúcidos.

## Etimología
Streptococcus viene de la unión de streptós (στρεπτός entrelazado, flexible) y kókkos (κόκκος, «semilla, grano»). Pneumoniae significa «relativo a la neumonía», y a su vez procede del griego pneúmon (πνεύμων, «pulmón»).

## Historia
Streptococcus pneumoniae fue descubierto de manera casi simultánea en 1881 por Louis Pasteur y George Miller Sternberg. Ambos inyectaron saliva en conejos y aislaron y observaron la bacteria. Desde entonces ha recibido varios nombres, de los cuales el primero fue el de Pneumococcus en 1886. La primera mención de su denominación actual data de 1901, aunque no se aceptó como oficial hasta 1980. Además, en 1920 se acuñó el nombre Diplococcus pneumoniae. Se conoce, por análisis de los cadáveres, que la mayoría de muertes de la pandemia de gripe española de 1918 fueron causadas por neumonías bacterianas secundarias y el microorganismo más aislado ha sido el neumococo.
El primer antígeno —molécula capaz de desencadenar una respuesta inmunitaria— no proteico fue descubierto en esta bacteria en la década de 1920, se trata concretamente del polisacárido capsular. En 1928, el científico Frederick Griffith realizó un experimento con esta bacteria, ya que por entonces se desconocía el paradero de la molécula que llevaba el material genético. Descubrió que tenía dos cepas:
- La lisa o cepa S, que producía la enfermedad (con cápsula bacteriana).
- La rugosa o cepa R, que no la producía (sin envoltura).

Probó con varios ratones y estos fueron sus resultados:
- Si inoculaba bacterias S vivas con R muertas, el ratón moría.
- Si inoculaba bacterias R vivas el ratón vivía.
- Lo mismo pasaba si inoculaba bacterias S muertas.
- Aunque si inoculaba S muertas con R vivas, el ratón moría.

El científico lo explicó diciendo que existía algo, a lo que llamó factor transformante, que era capaz de convertir las R en S.
En 1944, Avery y sus colaboradores Mcleod y McCarty demostraron que ese factor era el ADN y que por tanto la molécula del ADN era portadora de la información genética.

## Microbiología

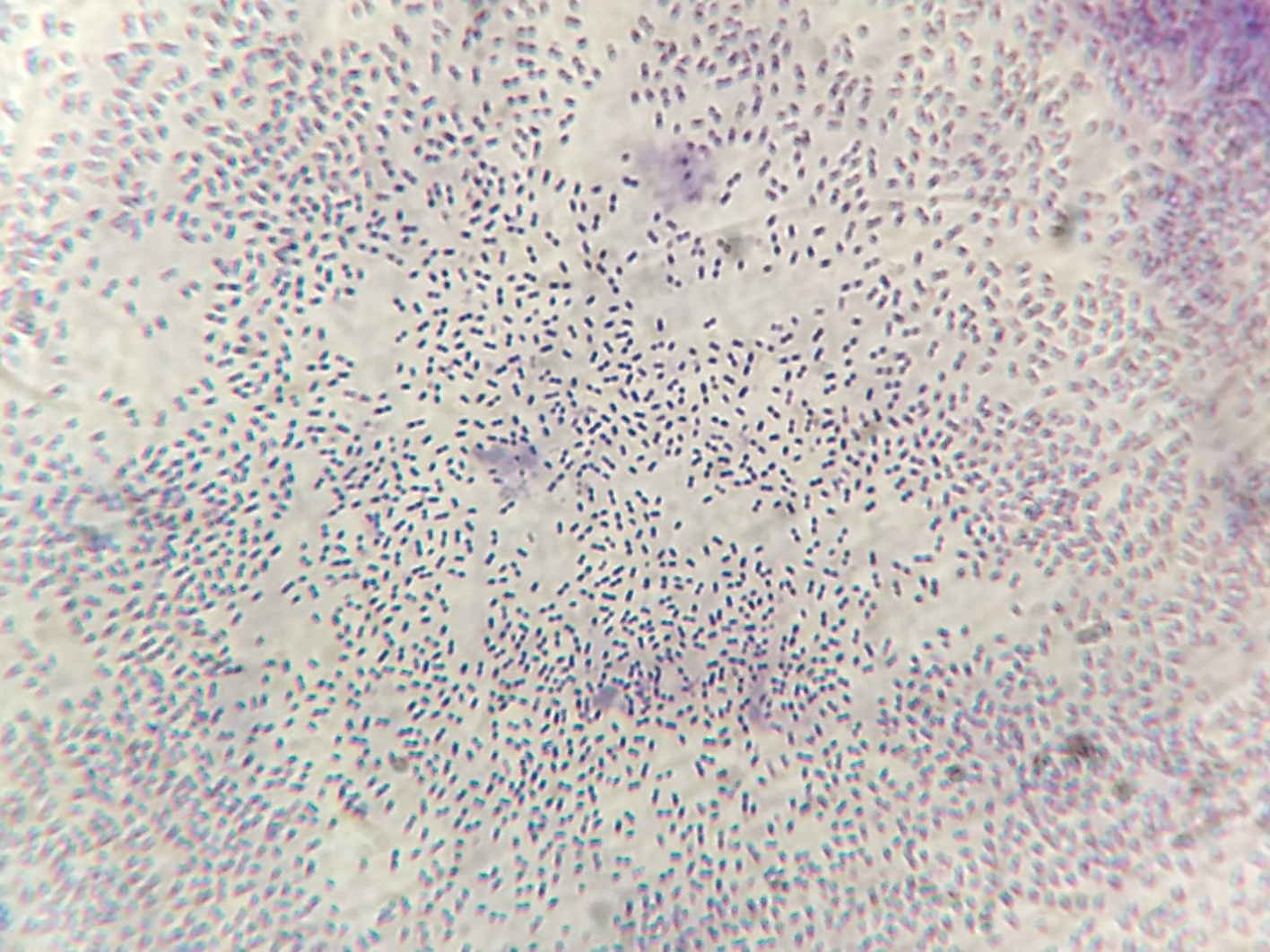
S. pneumoniae obtenido de una muestra de líquido cefalorraquídeo observado al microscopio óptico. Destaca su agrupamiento en parejas (diplococos). Tinción de May-Grünwald Giemsa.

S. pneumoniae tiene forma cocácea, es decir, esférica u ovoidal, y se agrupa frecuentemente formado parejas llamadas diplococos (aunque ocasionalmente se ven cadenas cortas de varios individuos), cuyos extremos tienen forma lanceolada. Como todos los estreptococos, es grampositivo, lo cual quiere decir que las células se ven de color violeta al hacer la tinción de Gram; sin embargo, cuando el cultivo envejece, pueden aparecer como gramnegativas, de color rosado. El diámetro de cada coco varía entre los 0,5 y 1,25 μm. Puede tener una cápsula compuesta por polisacáridos que permite diferenciar serotipos y, como todas las especies del género, no presenta flagelos que le confieran movilidad ni forma endosporas.
El metabolismo del neumococo es anaerobio facultativo, por lo que puede vivir en presencia o ausencia de oxígeno. Puede fermentar glúcidos para obtener energía, obteniendo principalmente ácido láctico como producto final. También produce etanol, acetato y formiato cuando el sustrato de la fermentación es un carbohidrato distinto a la glucosa. Es capaz de realizar este proceso con más de treinta glúcidos diferentes, incluyendo la sacarosa y la galactosa.

### Propiedades bioquímicas
Una característica común a todo género Streptococcus es ser catalasa-negativo (no poseen la enzima necesaria para disociar el peróxido de hidrógeno en oxígeno y agua). El neumococo es sensible a la optoquina, un compuesto que inhibe proteínas de la ATPasa, aunque se han detectado cepas resistentes.

### Cultivo
Los estreptococos tienen requisitos nutricionales complejos, pero S. pneumoniae puede cultivarse en medios como agar sangre, agar chocolate o agar triptona de soja. Cuando la cepa tiene cápsula, forma colonias grandes —no tanto en el agar chocolate—, redondas y mucoides; si no la posee, son planas y más pequeñas. Las colonias no están pigmentadas y a las 48 horas pueden mostrar una depresión central debido a la autólisis de las células. El crecimiento es óptimo entre 25 °C y 42 °C, por lo que se considera mesófilo, y no soporta concentraciones elevadas de sal. Algunas cepas son capnófilas, requieren un medio rico en dióxido de carbono, y se conoce que la enzima anhidrasa carbónica neumocócica putativa es necesaria para que S. pneumoniae crezca in vitro en ambientes pobres en CO2.
En los medios con sangre (agar sangre y agar chocolate) produce α-hemólisis, reconocible por el halo verde característico, si se realiza en condiciones aerobias y se debe a la acción del peróxido de hidrógeno que las bacterias liberan al medio. Si se hace en anaerobiosis, se produce β-hemólisis y se observa un halo transparente debido a la acción de una enzima llamada neumolisina O. La acumulación de peróxido de hidrógeno es tóxica para el neumococo y, como no produce por sí mismo la catalasa necesaria para metabolizarlo, esta enzima debe estar presente en el medio, como ocurre en la sangre. También es dañino el ácido láctico que produce al fermentar, por lo que crece con dificultad si la concentración de glucosa es alta en el medio.
Existe un fenómeno llamado variación de fase en el que las colonias se observan con distinta opacidad cuando se observan a través de una luz oblicua en una superficie transparente. Las formas opacas, más virulentas en modelos animales, tienen más cápsula y menos ácido teicoico y provocarían más enfermedad invasiva en pulmones y torrente sanguíneo; en las transparentes ocurre lo contrario y están más adaptadas al ambiente de la nasofaringe, que colonizan. Este hecho se debe a cambios epigenéticos de metilación del ADN en el gen HsdSA1 —los neumococos que no lo expresan producen colonias transparentes—.

### Genoma
El análisis en 2010 de 44 cepas del neumococo reveló que su genoma contiene de media cerca de 2,1 megabases y el 74 % de cada secuencia está conservada en todas las cepas. El genoma de referencia, de la cepa NCTC7465, contiene 2190 genes y un contenido GC del 39,7 %.

## Factores de virulencia

### Cápsula
La cápsula es la estructura más externa y el principal factor de virulencia de neumococo. Está compuesta por polisacáridos que a su vez son una mezcla de monosacáridos, oligosacáridos y otros componentes. Su carga eléctrica es negativa, aunque no en todas las cepas, y probablemente evite la eliminación de las bacterias por el moco. En función de los anticuerpos que reconocen la cápsula, podemos clasificar al neumococo en al menos 98 serotipos capsulares agrupados en 46 serogrupos —que reúnen a los serotipos entre los que se produce reactividad cruzada—. La distribución de estos varía dependiendo del lugar y las características de la persona.
Para la virulencia de S. pneumoniae, la cápsula es esencial debido a su capacidad para bloquear la opsonización mediante el sistema del complemento y la fagocitosis por parte de células del sistema inmunológico. El polisacárido capsular y algunas proteínas de superficie impiden el acceso de la opsonina C3b y su conversión a iC3b.

### Pared celular
La pared celular rodea a la membrana plasmática y confiere a la bacteria una morfología típica. La adquisición de este tipo de estructuras, a modo de exoesqueleto, ha servido a las bacterias como mecanismo de adaptación al medio externo, protegiéndola de su posible lisis, ya sea osmótica o mecánica. Además de ser el medio de intercambio de solutos entre el exterior y el interior celular, la pared bacteriana sirve de punto de unión para toda una batería de proteínas implicadas en procesos de crecimiento y división celular, y en las interacciones de la célula con el medio exterior. De hecho, la pared desempeña un papel importante en los procesos de colonización, adherencia, inflamación e invasión bacteriana, ya que neumococo modula, a través de la variación de fase, la distribución de subcomponentes de la pared relacionados con la internalización de la bacteria o la inducción de la respuesta inflamatoria durante el proceso de infección.
La composición de la pared varía de unas especies a otras. En el caso de neumococo está constituida por un entramado de cadenas de peptidoglicano (mureína) y los ácidos teicoicos y lipoteicoicos asociados a ellas, formando este conjunto una estructura multilaminar con un espesor comprendido entre 15-40 nm. El peptidoglicano de neumococo está formado por un entramado tridimensional de cadenas glicánicas constituidas por residuos alternantes de ácido N-acetilmurámico y glucosamina unidos mediante enlaces glicosídicos β1→4, que se entrecruzan mediante cortos segmentos peptídicos. Cada cadena glicánica posee alrededor de unos 35 disacáridos, lo que supone, en su conformación más extendida, una longitud media de 35 nm. El crecimiento de la pared se realiza intercalando nuevos anillos de peptidoglicano a los ya existentes. El nivel de acetilación de los residuos es del 90 % para el murámico y del 16 % para la glucosamina. La desacetilación de los residuos tiene lugar tras su incorporación a la pared celular y constituye uno de los mecanismos de virulencia de la bacteria, al hacerla resistente a las lisozimas del hospedador.

## Identificación del neumococo

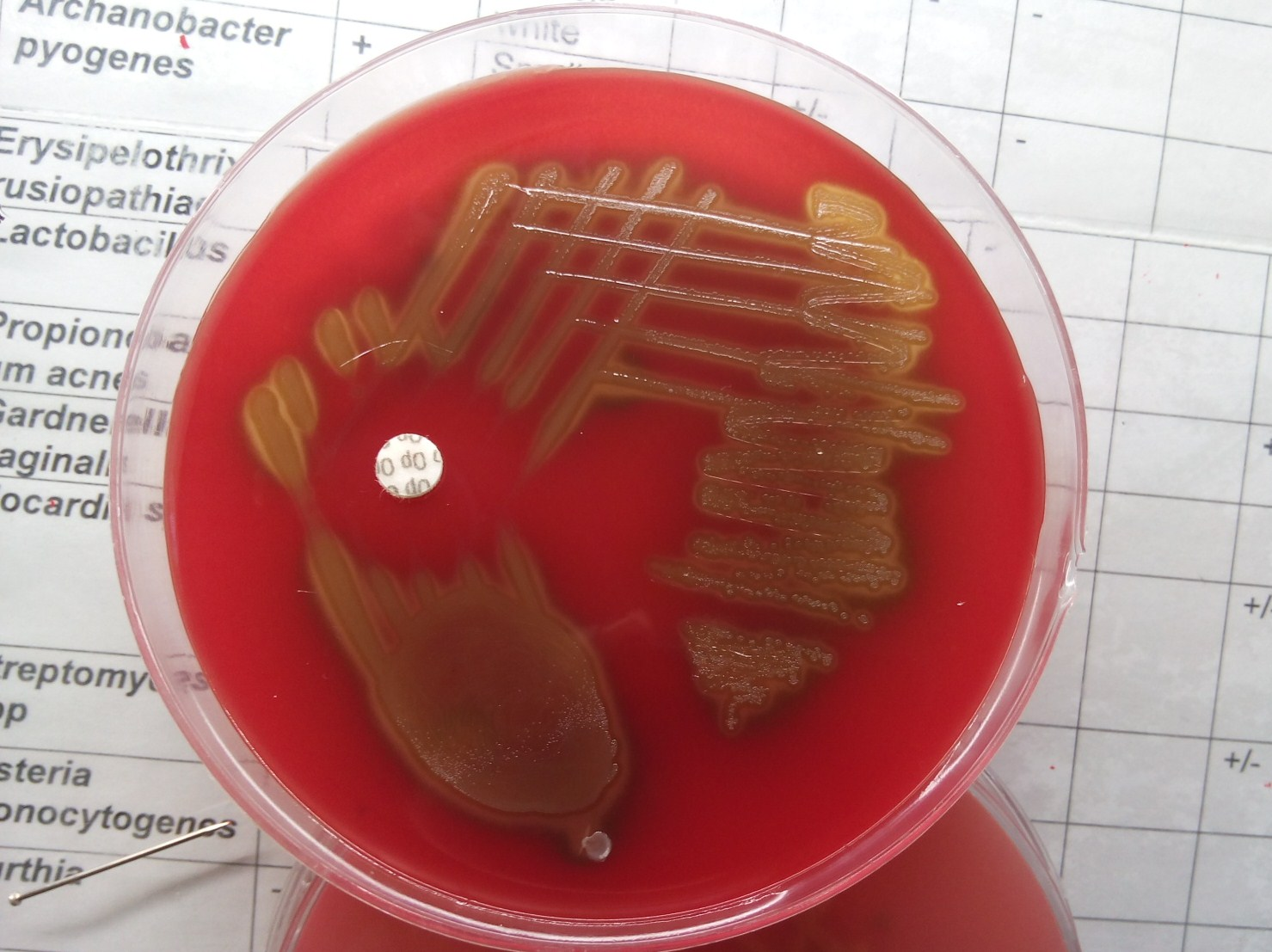
Cultivo de S. pneumoniae en agar sangre. El halo verdoso alrededor de las colonias nos indica que es α-hemolítico. Se observa una zona donde no hay crecimiento alrededor del disco blanco, que contiene optoquina. La sensibilidad del neumococo a este compuesto se utiliza en su identificación.

La identificación de neumococo se lleva a cabo a través de tres pruebas fenotípicas:
- Su solubilización en presencia de sales biliares.
- Su sensibilidad a optoquina.
- La reacción capsular frente a antisueros específicos o "Quellung".

Sin embargo, el desarrollo de nuevas tecnologías como la secuenciación de nueva generación (NGS, del inglés: Next-generation Sequencing) así como de métodos de espectrometría de masas (MALDI-TOF están permitiendo el análisis de todo el genoma, transcriptoma o proteoma de microorganismos, aumentando significativamente la resolución, precisión y la fiabilidad de la identificación. A su vez, el hecho de que en los últimos años se hayan secuenciado cientos de cepas de Streptococcus pneumoniae así como de cepas cercanas del grupo mitis del género Streptococcus (por ejemplo, Streptococcus pseudopneumoniae y Streptococcus mitis), ha facilitado que se lleven a cabo estudios de genómica comparativa y la detección de genes biomarcadores de la especie. Ejemplo de ello ha sido la reciente publicación del gen "Xisco", cuyo análisis en más de 600 genomas de distintas especies del grupo mitis permitió desarrollar un test de PCR específico para Streptococcus pneumoniae.
La variante morfológica más frecuentemente aislada en personas infectadas con neumococo es la forma «lisa» de Griffith, que se presenta encapsulada, con los márgenes lisos y cuyas colonias tienen una apariencia de tipo mucosa. Fue precisamente Griffith, quien, en 1928, puso de manifiesto que la cápsula es el principal factor de virulencia. Mediante la inoculación a ratones de neumococos encapsulados (estirpe lisa) y no capsulados (estirpe rugosa), encontró que los animales tratados con la forma encapsulada morían, mientras que la inyección de la estirpe rugosa era inocua. En 1943 Avery y colaboradores realizando experimentos con ratones inoculados con cepas vivas o muertas de neumococo descubrieron lo que llamaron "el principio transformante" que posteriormente se identificó como ADN.

## Tratamiento
El tratamiento de elección en la actualidad es el uso de forma empírica de una combinación de vancomicina y ceftriaxona. Tras el estudio de sensibilidad a antibióticos se usará en monoterapia uno que sea eficaz, normalmente una cefalosporina. Las infecciones por neumococo se solían tratar con penicilina, pero hoy muchas cepas son resistentes. También son comunes las resistencias a macrólidos, tetraciclinas y a cefalosporinas.

## Vacuna
Existe una vacuna conjugada que cubre trece serotipos y se recomienda su administración en niños menores de dos años en una serie de cuatro dosis. En los mayores de esta edad y los adultos se utiliza otra vacuna polisacárida que cubre veintitrés serotipos y una sola dosis genera inmunidad para toda la vida. Es probable que la vacuna sea menos eficaz en las personas con factores de riesgo de sufrir una infección por neumococo.